# Bischhausen
Bischhausen is een dorp in de gemeente Gleichen in het landkreis Göttingen in Nedersaksen in Duitsland. Bischhausen ligt aan de Uerdinger Linie, in het traditionele gebied van de Nederduitse dialect Oostfaals. Bischhausen ligt tussen Bremke en Weißenborn. Bischhausen is niet ver van de grens van Thüringen.
- Nationale Bibliotheek van Israël: 987007396687005171
- Virtual International Authority File: 234864381